# 1556 год
1556 (ты́сяча пятьсо́т пятьдеся́т шесто́й) год  по юлианскому календарю — високосный год, начинающийся в среду. Это 1556 год нашей эры, 6‑й год 6‑го десятилетия XVI века 2‑го тысячелетия, 7‑й год 1550‑х годов. Он закончился 469 лет назад.
| Пн | Вт | Ср | Чт | Пт | Сб | Вс |
|    |    | 1  | 2  | 3  | 4  | 5  |
| 6  | 7  | 8  | 9  | 10 | 11 | 12 |
| 13 | 14 | 15 | 16 | 17 | 18 | 19 |
| 20 | 21 | 22 | 23 | 24 | 25 | 26 |
| 27 | 28 | 29 | 30 | 31 |    |    |

| Пн | Вт | Ср | Чт | Пт | Сб | Вс |
|    |    |    |    |    | 1  | 2  |
| 3  | 4  | 5  | 6  | 7  | 8  | 9  |
| 10 | 11 | 12 | 13 | 14 | 15 | 16 |
| 17 | 18 | 19 | 20 | 21 | 22 | 23 |
| 24 | 25 | 26 | 27 | 28 | 29 |    |

| Пн | Вт | Ср | Чт | Пт | Сб | Вс |
|    |    |    |    |    |    | 1  |
| 2  | 3  | 4  | 5  | 6  | 7  | 8  |
| 9  | 10 | 11 | 12 | 13 | 14 | 15 |
| 16 | 17 | 18 | 19 | 20 | 21 | 22 |
| 23 | 24 | 25 | 26 | 27 | 28 | 29 |
| 30 | 31 |    |    |    |    |    |

| Пн | Вт | Ср | Чт | Пт | Сб | Вс |
|    |    | 1  | 2  | 3  | 4  | 5  |
| 6  | 7  | 8  | 9  | 10 | 11 | 12 |
| 13 | 14 | 15 | 16 | 17 | 18 | 19 |
| 20 | 21 | 22 | 23 | 24 | 25 | 26 |
| 27 | 28 | 29 | 30 |    |    |    |

| Пн | Вт | Ср | Чт | Пт | Сб | Вс |
|    |    |    |    | 1  | 2  | 3  |
| 4  | 5  | 6  | 7  | 8  | 9  | 10 |
| 11 | 12 | 13 | 14 | 15 | 16 | 17 |
| 18 | 19 | 20 | 21 | 22 | 23 | 24 |
| 25 | 26 | 27 | 28 | 29 | 30 | 31 |

| Пн | Вт | Ср | Чт | Пт | Сб | Вс |
| 1  | 2  | 3  | 4  | 5  | 6  | 7  |
| 8  | 9  | 10 | 11 | 12 | 13 | 14 |
| 15 | 16 | 17 | 18 | 19 | 20 | 21 |
| 22 | 23 | 24 | 25 | 26 | 27 | 28 |
| 29 | 30 |    |    |    |    |    |

| Пн | Вт | Ср | Чт | Пт | Сб | Вс |
|    |    | 1  | 2  | 3  | 4  | 5  |
| 6  | 7  | 8  | 9  | 10 | 11 | 12 |
| 13 | 14 | 15 | 16 | 17 | 18 | 19 |
| 20 | 21 | 22 | 23 | 24 | 25 | 26 |
| 27 | 28 | 29 | 30 | 31 |    |    |

| Пн | Вт | Ср | Чт | Пт | Сб | Вс |
|    |    |    |    |    | 1  | 2  |
| 3  | 4  | 5  | 6  | 7  | 8  | 9  |
| 10 | 11 | 12 | 13 | 14 | 15 | 16 |
| 17 | 18 | 19 | 20 | 21 | 22 | 23 |
| 24 | 25 | 26 | 27 | 28 | 29 | 30 |
| 31 |    |    |    |    |    |    |

| Пн | Вт | Ср | Чт | Пт | Сб | Вс |
|    | 1  | 2  | 3  | 4  | 5  | 6  |
| 7  | 8  | 9  | 10 | 11 | 12 | 13 |
| 14 | 15 | 16 | 17 | 18 | 19 | 20 |
| 21 | 22 | 23 | 24 | 25 | 26 | 27 |
| 28 | 29 | 30 |    |    |    |    |

| Пн | Вт | Ср | Чт | Пт | Сб | Вс |
|    |    |    | 1  | 2  | 3  | 4  |
| 5  | 6  | 7  | 8  | 9  | 10 | 11 |
| 12 | 13 | 14 | 15 | 16 | 17 | 18 |
| 19 | 20 | 21 | 22 | 23 | 24 | 25 |
| 26 | 27 | 28 | 29 | 30 | 31 |    |

| Пн | Вт | Ср | Чт | Пт | Сб | Вс |
|    |    |    |    |    |    | 1  |
| 2  | 3  | 4  | 5  | 6  | 7  | 8  |
| 9  | 10 | 11 | 12 | 13 | 14 | 15 |
| 16 | 17 | 18 | 19 | 20 | 21 | 22 |
| 23 | 24 | 25 | 26 | 27 | 28 | 29 |
| 30 |    |    |    |    |    |    |

| Пн | Вт | Ср | Чт | Пт | Сб | Вс |
|    | 1  | 2  | 3  | 4  | 5  | 6  |
| 7  | 8  | 9  | 10 | 11 | 12 | 13 |
| 14 | 15 | 16 | 17 | 18 | 19 | 20 |
| 21 | 22 | 23 | 24 | 25 | 26 | 27 |
| 28 | 29 | 30 | 31 |    |    |    |

## События

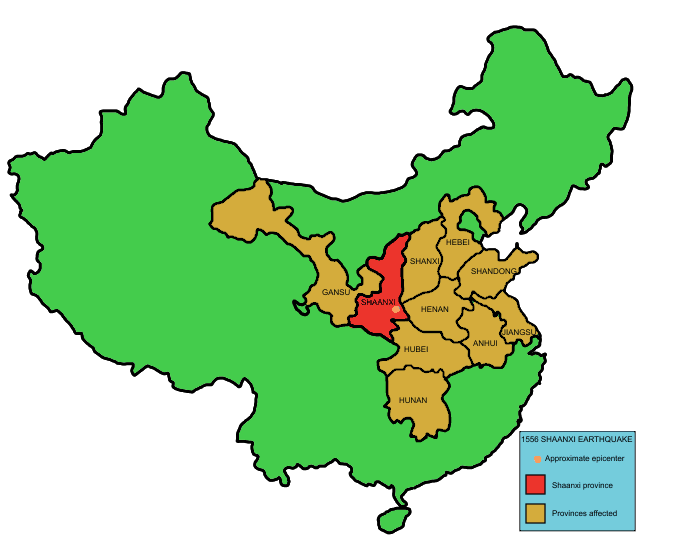
Красным отмечена Шэньси, охровым — другие районы Китая, затронутые землетрясением 1556 года.

- 1493—1593 — Столетняя хорватско-османская война. Серия вооружённых конфликтов между Королевством Хорватия и Османской империей[1].
- 1507—1622 — Португало-персидская война. Ряд вооружённых конфликтов между колониалистской Португалией и вассальным Ормузом, с одной стороны, и Сефевидской империей, поддерживаемой англичанами, с другой[2].
- 1511—1641 — Малайско-португальская война. Вооружённый конфликт XVI-XVII веков, в котором Малаккский султанат при поддержке империи Мин, Голландской Ост-Индской компании (с 1607) и Джохора безуспешно сопротивлялся Португальской империи, стремившейся захватить Малакку и установить контроль над торговлей между Индией и Китаем[3].
- 1538—1557 — Португало-турецкая война[4].
- 1545—1563 — Тридентский собор католической церкви. Утвердил догматы о первородном грехе, чистилище. Один из важнейших соборов в истории Католической церкви. Собрался, чтобы дать ответ движению Реформации. Считается отправной точкой Контрреформации[5].
- 1551—1562 — Австро—турецкая война[6].
- 1551—1559 — Итальянская война[7].
  - 15 февраля — Восельское перемирие. Договор, заключённый между Францией, Священной Римской империей и Испанией[8].
- 1552—1558 — военный вождь арауканов Кауполикан объединил разрозненные группы индейцев в южной части Чили, оказавшие стойкое сопротивление испанцам.
- 1553—1559 — Французское завоевание Корсики[9].
- 1554—1557 — Поход шаха Тахмаспа в Картли и Кахетию[10].
- 1556—1561 — к империи Моголов присоединены Мультан, Лахор, Канаудж, Аллахабад, Джаунпур.
- 23 января — Землетрясение в Шэньси (Великое китайское землетрясение) уносит жизни 830 тыс. человек в провинциях Китая Шэньси и Ганьсу. Это землетрясение считается крупнейшим в истории человечества по количеству жертв.

### Без точных дат
- Из Бухарского ханства пришёл хан Кучум и овладел Сибирским царством[11].
  - Брат хана Кучума — Ахмет Гирей пришёл в Сибирь обращать татар в ислам, убит местными жителями[11].
- Король Испании Карл V отрёкся от престола. Его сын Филипп II стал королём Испании, а брат Фердинанд — императором Священной Римской империи.
- К Испании перешли владения в Италии и Америке, Франш-Конте и Нидерланды.
- Король Испании Филипп II перенёс столицу из Толедо в Мадрид.
- Фердинанд пригласил в Чехию иезуитов.
- В битве при Панипате Акбар разбил своих наиболее серьёзных противников и укрепил власть Моголов в Дели.
- Началась "война коадъюторов", между сторонниками рижского Вильгельма Бранденбургского и его союзника коадъютора Христовора Мекленбургского, вступивших в тайный сговор с польским королём Сигизмундом II Августом с целью подчинения Ливонского ордена, а с другой стороны — магистр Г. фон Гален и его коадъютора    В. Фюрстенберга, выступавшим за независимость Ордена. Первым военным путём удалось подавить мятеж[12].
- Стефан Баторий, пришедший в 1552 году на службу чешско-венгерскому королю Фердинанду I Габсбургу, перешёл на службу к его сопернику — королю Яношу Жигмонду Запольяи[13].
- 1556 (или 1558) — битва у Гариси между армией царства Картли и войском Сефевидов у деревни Гариси (ныне Тетри-Цкаро). Сражение окончилось пирровой победой грузинского войска[14].

### Англия
- 15 января — Джон Ди обратился к королеве Марии Стюарт с проектом учреждения Королевской библиотеки. Проект был отвергнут.
- 14 февраля — архиепископ Кентерберийский Томас Кранмер арестован по обвинению в ереси и предательстве в ходе репрессий, организованных Марией Тюдор против протестантов.
- 21 марта — Томас Кранмер сожжён в Оксфорде вместе с двумя другими епископами.
- Англичане отправили экспедицию Стифена Берроу на поиски северо-восточного прохода.

## Русское государство
Царствование: 1533—1584 — Иван IV Васильевич Грозный
- 1552—1557 — Первая черемисская война[15].
- 1554—1557 — русско-шведская война[12].
- 1555—1556 — после покорения в 1554 году Астраханского ханства продолжались столкновения с астраханскими татарами[16][17].
- Январь — русские войска предприняли наступление на Карельском перешейке[18].
- Начало февраля — русские войска разбили шведов у Кивинебба и осадили Выборг, однако город взять не смогли. Затем они совершили рейд на Нейшлот и разрушили его[18].
- Весна —2-й Астраханский поход (первый в 1554 году). Организован в связи с тем, что Дервиш-Али вопреки достигнутым соглашениям и подписанием Астраханского мира, стал налаживать отношения и связи с Крымским ханством[19].
- Март — Иван Грозный принимает и одаривает посольство Хиландарского монастыря из Греции. Греческие монахи получают право на свободный проезд в Москву за милостыней, царь пожаловал им 300 рублей и сделал вклад — дарит катапетасму[17].
- Июнь — Иван Грозный принимает участие в походе под Серпухов, для охраны пограничных рубежей по Оке[20].
- Июль — Густав I выступил с предложением о мире, которое было принято Иваном IV Грозным[18].
- Лето — прекращаются военные действия со Швецией. В 1557 году подписан Второй Новгородский договор[18].
- Лето — Боярская дума принимает решение о смотре и верстании служилого дворянства[21].
- 25 сентября (по другим данным 26 августа) — русская рать под руководством стрелецких голов И.С. Черемисовым, Т. Тетериным и казацким атаманом М. Колупаевым без боя заняло Астрахань. Астраханское ханство окончательно присоединено к Русскому царству[16][17].
- 26 декабря — у Ивана Грозного рождается дочь — Евдокия, которую крестит митрополит Макарий[17].
- Пожалован окольничеством: Шереметев Семён Васильевич, Шереметев Никита Васильевич (в этом году ранен)[22].
- Пожалованы окольничеством: Данилов Василий Дмитриевич, Плещеев Дмитрий Михайлович[23].
- Пожалованы боярством: Плещеев Алексей Данилович Басманов (ум. 1569), Кашин Юрий Иванович (ум. 1561), Куракин-Булгаков Иван Андреевич (ум. 1567), Курбский Андрей Михайлович, Троекуров Иван Михайлович (ум. 1564)[23].
- На службу великому князю выехали родоначальники дворянских родов: Резановы, Соловцовы, Неплюевы[24].
- В Русском государстве в результате преобразований отменена система кормлений, произведена унификация норм военной службы знати и всех слоёв дворянства в соответствии с размерами земельных владений и денежными выплатами[25].

### Города и поселения
- 1556—1564 — восстановлены и построены новые укрепления Казанского кремля[26].
- Строился белокаменный кремль в Серпухове.
- В Вологде заложены «град белокаменный» и Соборная церковь Успения Пресвятой Богородицы.
- Вишневецкий Дмитрий Иванович построил крепость на острове Малая Хортица (близ сов. г. Запорожье). В этом же году дал присягу Ивану Грозному[27].
  - 1 октября — Вишневецкий Д.И. взял штурмом крымскую крепость Ислам-Кермен, вывез оттуда артиллерию[27].
- Сибирский князь Едигер выплатил дань российскому государству[11].
- Иван Грозный делает вклад в Кирилло-Белозерский монастырь село Кологривое с деревнями[28].
- Основан русский сторожевой пост на острове Сосновый р. Волга (сов. г. Хвалынск)[29].
- 1555—1561 — в Москве на Красной площади строится храм Василия Блаженного[30].

### Руководители приказов
| Года      | Приказ           | Ф,И,О главы                | Примечания |
| --------- | ---------------- | -------------------------- | ---------- |
| 1549-1561 | Посольского дела | Висковатов Иван Михайлович |            |
|           |                  |                            |            |
|           |                  |                            |            |

## Начало правления
См. также: Список глав государств в 1556 году
- 1556—1564 — император Священной Римской империи Фердинанд I (эрцгерцог Австрии).
- 1556—1605 — падишах Могольской империи Акбар I (Джелаль-ад-дин) (1542—1605).
- Юхан III — герцог Финляндии[32].

## Родились
См. также: Категория:Родившиеся в 1556 году
- 8 января – Уэсуги Кагэкацу, японский элитный самурай (ум. 1623).
- 21 февраля – Зет Кальвизий, немецкий теоретик музыки, историк, астроном, филолог и композитор (ум. 1615).
- 7 марта – Гийом Дю Вэр, французский государственный деятель, писатель и эссеист, представитель неостоицизма (ум. 1621).
- 13 марта – Дирк ван Ос, амстердамский торговец, страховщик, финансист и судовладелец, основатель Голландской Ост-Индской компании (ум. 1615).
- 8 апреля – Давид Хёшель, немецкий гуманист и библиотекарь (ум. 1617).
- 9 апреля – Андреас фон Ауэршперг, военный деятель, отличившийся в битве при Сисаке (ум. 1593).
- 27 апреля – Бероальд де Вервиль, французский писатель (ум. 1626).
- 31 мая – Юрий Радзивилл (кардинал), князь, вельможа Великого княжества Литовского, государственный и церковный деятель Речи Посполитой, епископ Виленский, епископ Краковский, кардинал-священник с титулом церкви S. Sisto (ум. 1600).
- 6 июня – Эдуард ла Зуш, английский аристократ, придворный королевы Елизаветы I и короля Якова I (ум. 1625).
- 13 июня – Помпонио Ненна, неаполитанский композитор эпохи Возрождения (ум. 1608).
- 9 июля – Финч, Элизабет, 1-я графиня Уинчилси, английская пэресса (ум. 1634).
- 22 июля – Отто Генрих (герцог Пфальц-Зульцбаха), пфальцграф и герцог Зульсбаха в 1569-1604 гг. (ум. 1604)
- 10 августа – Филипп Николаи, немецкий лютеранский богослов, поэт, композитор, духовный писатель и гамбургский проповедник, доктор богословия (ум. 1608).
- 16 августа – Бартоломео Чези, итальянский художник болонской школы живописи, маньерист (ум. 1629.
- 15 октября – Кристобаль де Меса, испанский писатель, поэт, переводчик и учёный Золотого Века Испании, представитель маньеризма (ум. 1633).
- 18 октября – Шарль I д'Эльбёф, французский государственный деятель (ум. 1605).
- 24 октября – Джованни Баттиста Каччини, скульптор итальянского маньеризма флорентийской школы (ум. 1613).
- 28 ноября – Франческо Контарини, 95й венецианский дож, четвёртый по счёту родом из венецианского рода Контарини (ум. 1624).
- 17 декабря – Абдул Рахим Хан-и-ханан, монгольский аристократ, политический деятель, композитор, поэт, учёный времён падишаха Акбара Великого (ум. 1627).
- 27 декабря – святая Жанна (Иоанна) де Лестонак, французская монахиня, основательница конгрегации "Сёстры общества Богоматери Марии" (ум. 1640).
- Энн Хатауэй — жена Уильяма Шекспира. День рождения неизвестен:
- Карло Мадерна — итальянский архитектор.

## Скончались
См. также: Категория:Умершие в 1556 году
- 8 января – Шелтон, Анна – английская придворная, старшая сестра Томаса Болейна (род. 1475).
- 27 января – Хумаюн, государственный деятель, потомок Тимура, второй падишах Империи Великих Моголов (род. 1508).
- 12 февраля – Джованни Поджо, итальянский кардинал и дипломат (род. 1493).
- 25 августа — Давид Иориссон, художник и антибаптист скрывавшийся под именем Иоанн фон Брюгге.
- Мартин Агрикола — немецкий музыкант и музыкальный писатель времён Реформации.
- Аретино Пьетро — итальянский писатель Позднего Ренессанса, сатирик, публицист и драматург.
- Томас Кранмер — один из отцов английской Реформации, архиепископ Кентерберийский.
- Игнатий де Лойола — католический святой, основатель Общества Иисуса (ордена иезуитов).
- Лоренцо Лотто — венецианский живописец.
- Антоний Сийский — преподобный Русской церкви, основатель и первый игумен Антониево-Сийского монастыря.
- Физули — классик азербайджанской поэзии, сыгравший важную роль в становлении азербайджанской и турецкой поэзии.
- Хумаюн — второй из Великих Моголов, сын Бабура и отец Акбара, посвятивший свою жизнь борьбе с Шер-шахом за обладание северной Индией.
- Максим Грек — православный святой, переводчик и богослов.